# Міський велосипед
Міський велосипед (Сітібайк) — велосипед для повсякденних поїздок по місту і невеликих прогулянок по рівній місцевості. Цей утилітарний тип велосипеда широко поширений по всьому світу, оскільки пристосований для поїздок в звичайному одязі і різних погодних умовах.

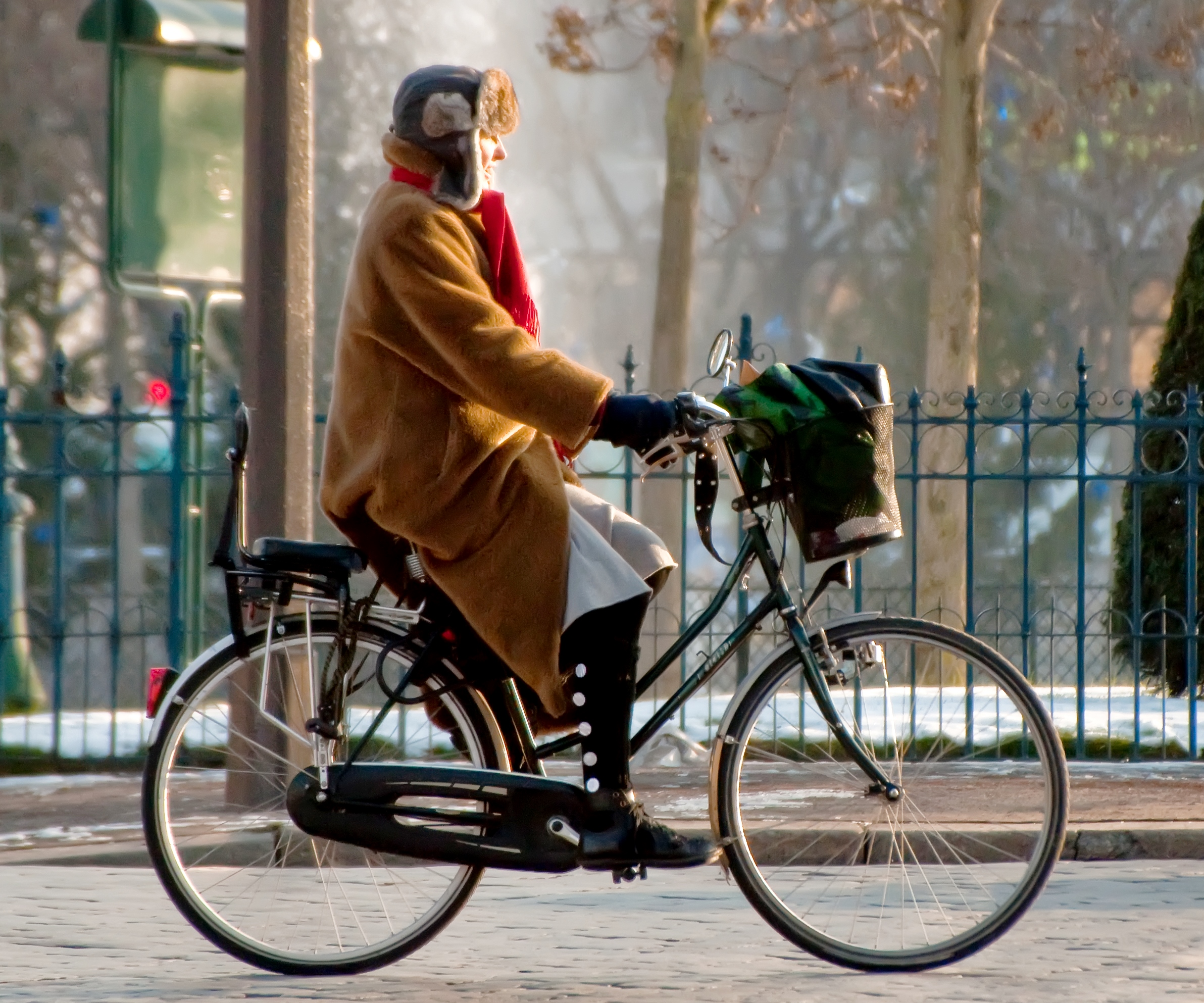
Типовий міський велосипед з прямою посадкою. Кошик на рулі, дитяче крісло, захист ланцюга, дзеркало заднього виду, передні фари, які живляться від динамо-генератора — ці пристрої підвищують зручність у міських умовах.

Як правило, конструкція такого велосипеда проста і більше підходить для міських умов, вона націлена на комфорт і практичність, а не на швидкість і ефективність. Міські велосипеди обладнані високим регульованим кермом і великим м'яким сідлом, тому людина сидить прямо, як на стільці (висока посадка). Міські велосипеди зазвичай мають меншу кількість швидкостей, ніж спортивні та туристичні моделі. Зазвичай верхня труба рами міського велосипеда розташована низько або відсутня, оскільки рама міських велосипедів має менші навантаження, ніж рами спортивних велосипедів, а сідати і злазити на велосипед без верхньої труби легше, особливо у повсякденному одязі. Міські велосипеди часто комплектуються багажником, крилами, кожухом ланцюга і дзвінком. Амортизатори відсутні, гальма часто ножні барабанні. Трансмісія або без перемикача швидкостей, або з інтегрованою в задню втулку планетарною коробкою передач.
Міські велосипеди не призначені для використання як спортивний інвентар. Системи громадського прокату міських велосипедів є в таких містах, як Київ, Львів, Харків, Одеса та Вінниця.

## Дизайн

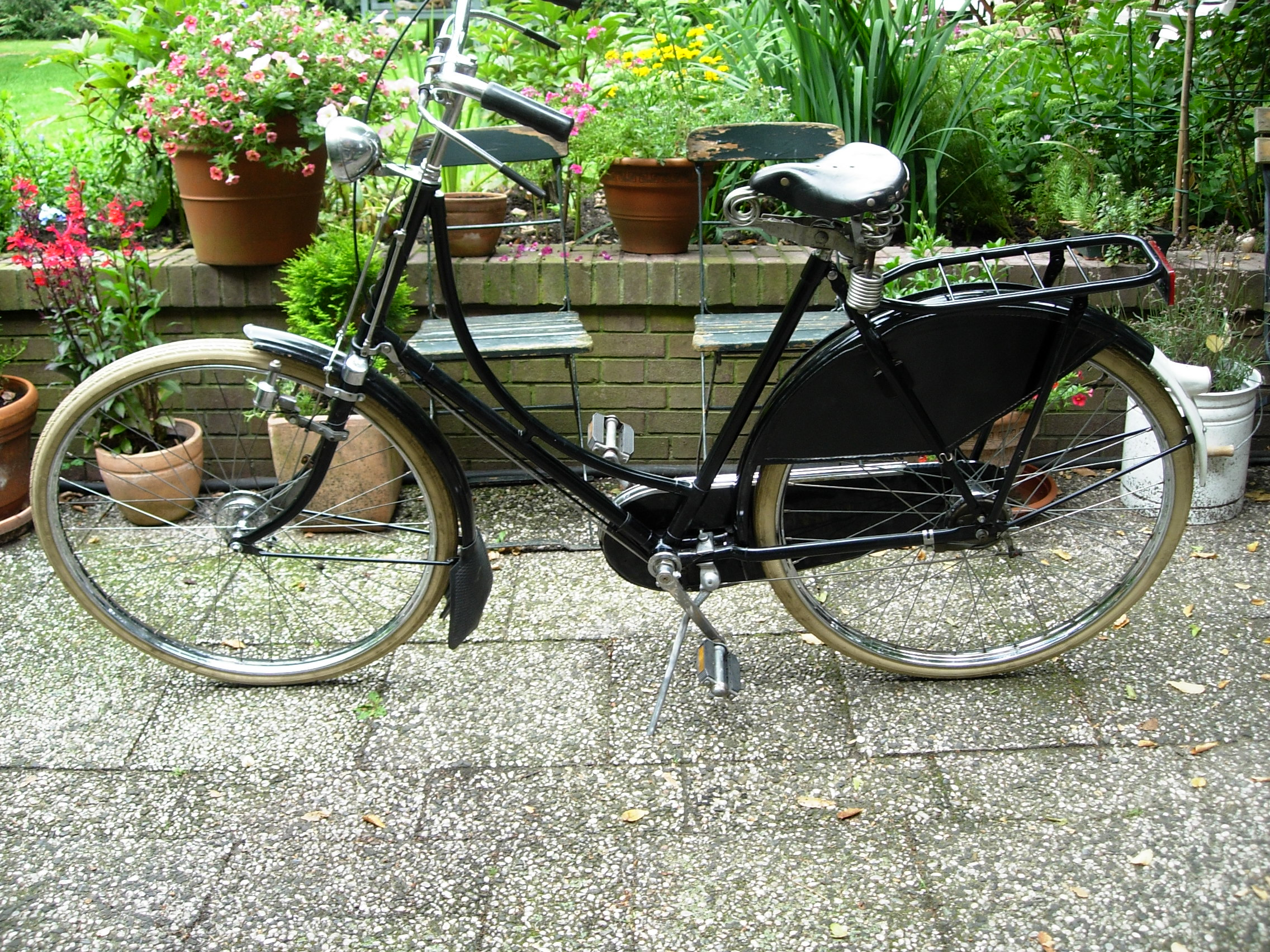
Вінтажний Omafiets — голландській жіночий велосипед

Сітібайки спроектовані для ділових поїздок у різній одежі, з різноманітними вантажами, при різних погодних умовах. Тому вони оптимальні як персональний транспортний засіб на невеликі відстані в міських умовах. Як правило, міські велосипеди і не вимагають тривалої підготовки до поїздки, а використовуються для спонтанних поїздок.
Голландський термін Stadsfiets означає конструкцію і комплектацію міського велосипеда, характерні риси якої: пряма посадка велосипедиста, ланцюг повністю прихований захисним кожухом, заднє колесо обладнане захистом від попадання одягу (Skirtguard), блокування заднього колеса (O-lock), планетарна втулка, автономна система освітлення з динамо і велосипедний дзвінок на кермі.
Німецька та голландська версія сітібайка дуже схожі, але мають деякі відмінності.
Традиційний дизайн європейського міського велосипеда: рама з низьковуглецевої високолегованої сталі (застосовується для виготовлення недорогих велосипедних рам, менш якісна, ніж хромомолібденова), пофарбована в чорний колір з хромованими елементами, c динамо-машиною, простими ліхтарями, з трьохшвидкісною планетарною втулкою або одношвидкісний.
Сучасні міські велосипеди широко поширені в європейських містах, особливо в Амстердамі і Копенгагені. Рами сучасних моделей можуть бути пофарбовані в різні кольори, виготовлені з алюмінію або хромомолібденової сталі, велосипеди можуть бути оснащені м'якою передньою вилкою (з амортизаторами), підсідельним штирем з амортизатором, динамо-втулкою, втулкою з вбудованим в неї механізмом перемикання передач, підніжкою, що складається, дитячими сидіннями, і інтегрованими в раму або вилку фарами.

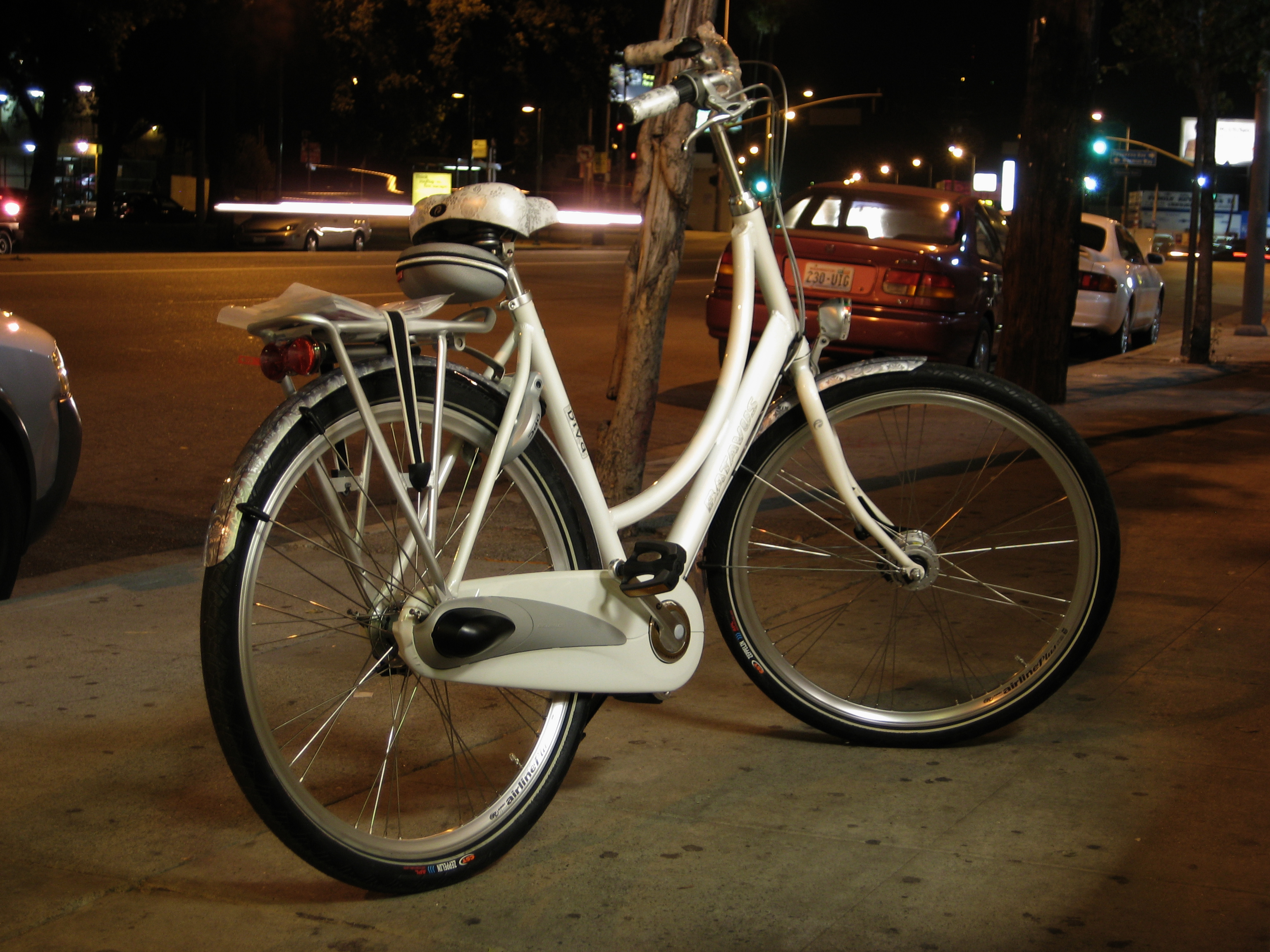
Нідерландський міський велосипед

### Деякі приклади
- Flying Pigeon (англ. Flying Pigeon) — широко поширений китайський велосипед.
- моделі Royal 8, Breezer Uptown 8, Biria Trekking Superlight 8, and the PUBLIC C7i компанії Electra.
- моделі Stels Navigator 2XX і 3XX компанії Веломоторс.
- моделі Roadkiller і Roadkiller Lady компанії Shulzbikes.
- моделі Roadster та Dutchi компанії Linus.

### Галерея

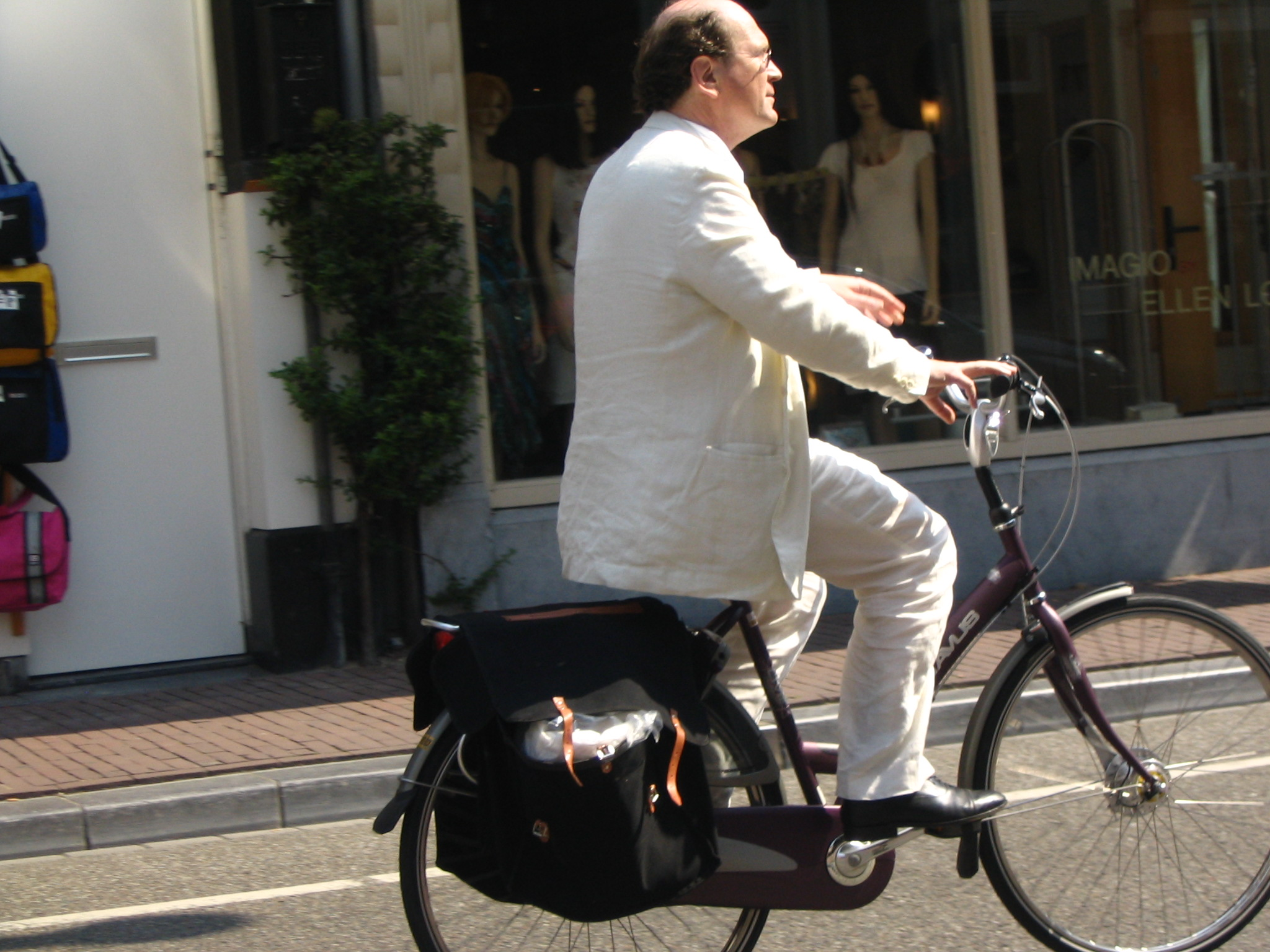
Сітібайк з відкритою рамою практичний. Пряма сидяча позиція з упором на комфорт замість швидкості. Захист ланцюга і бризковики захищають від масла і бруду.
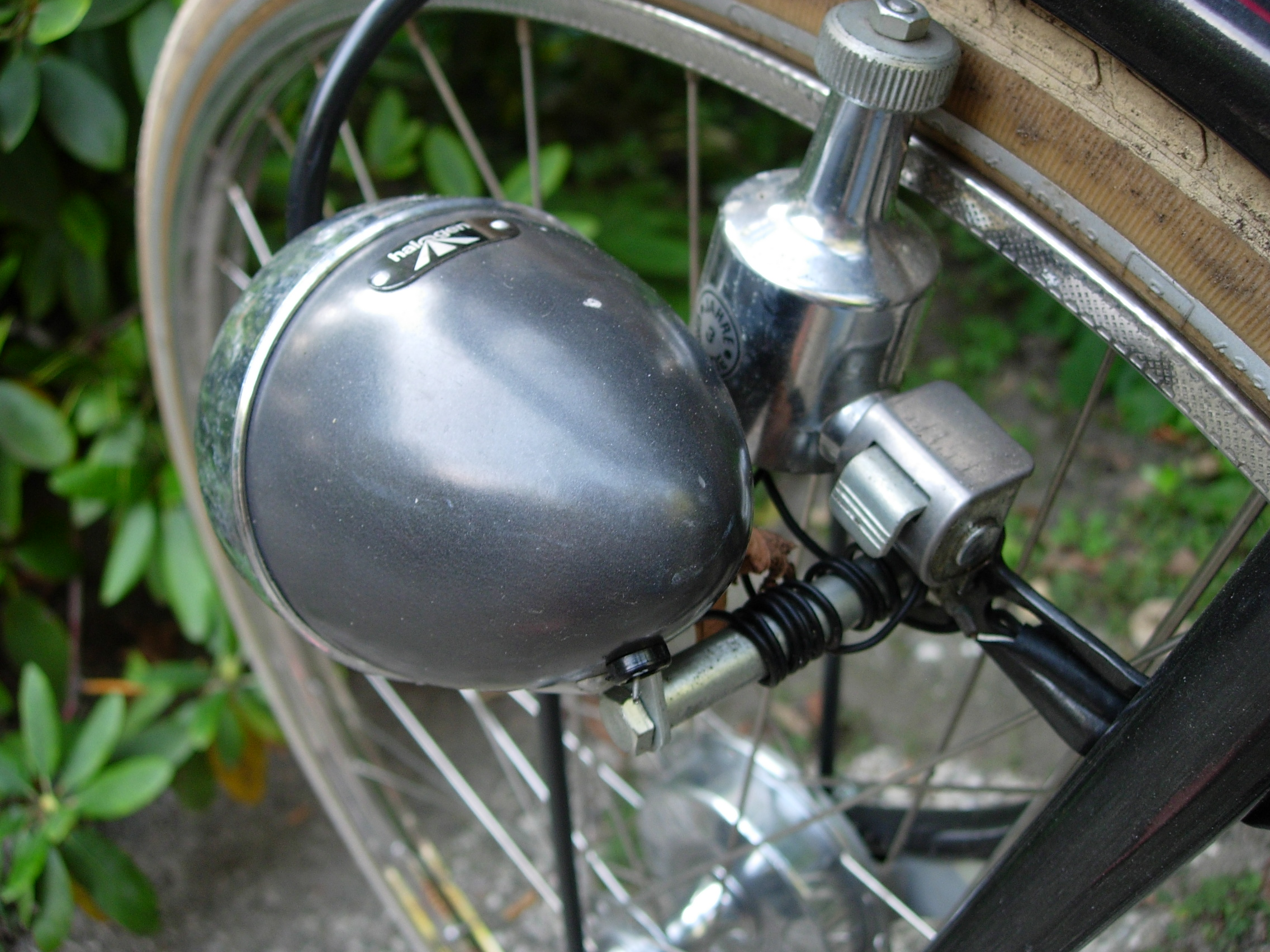
Традиційна динамо "бутиль" та велолампа
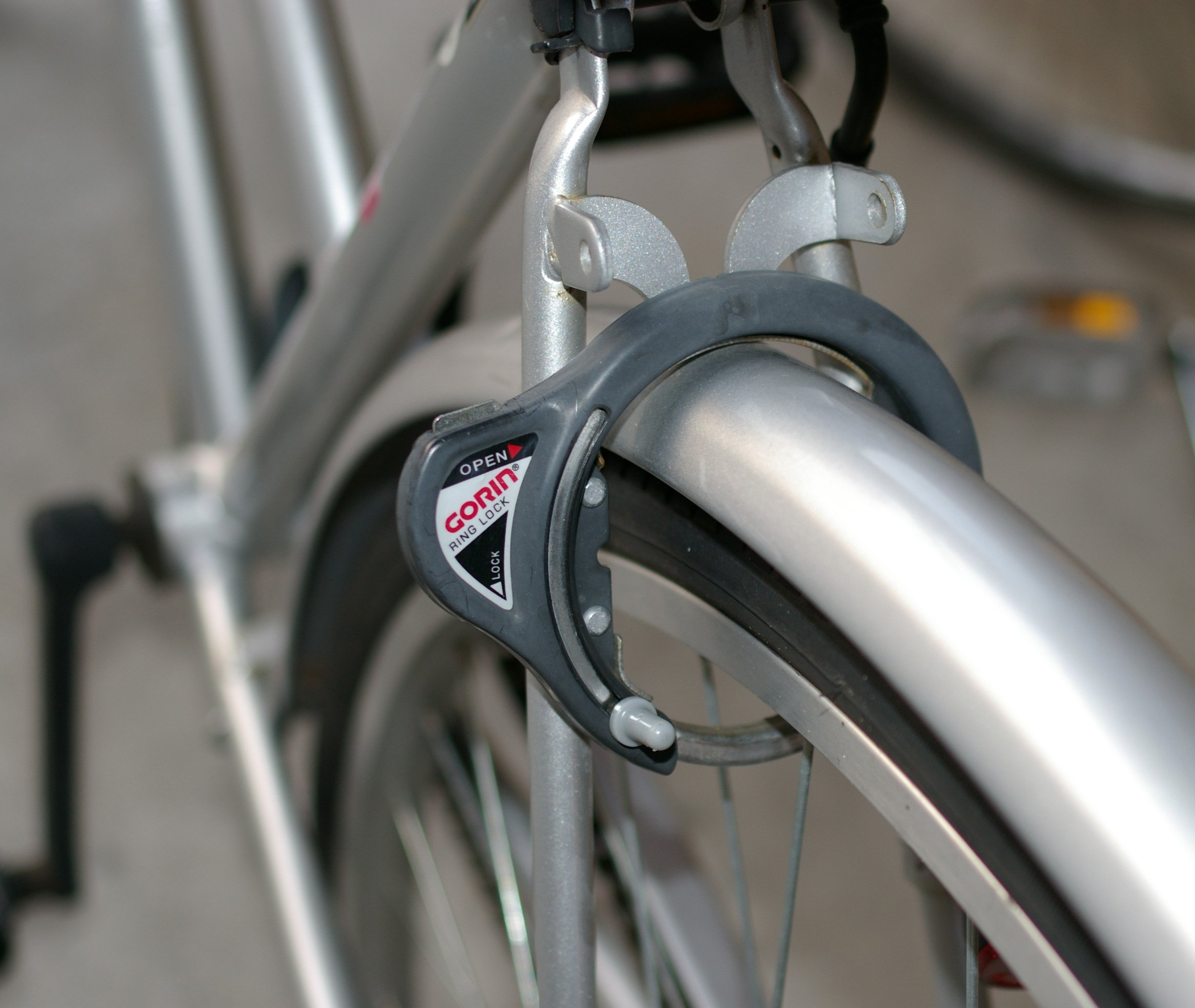
Велосипедний замок O-lock
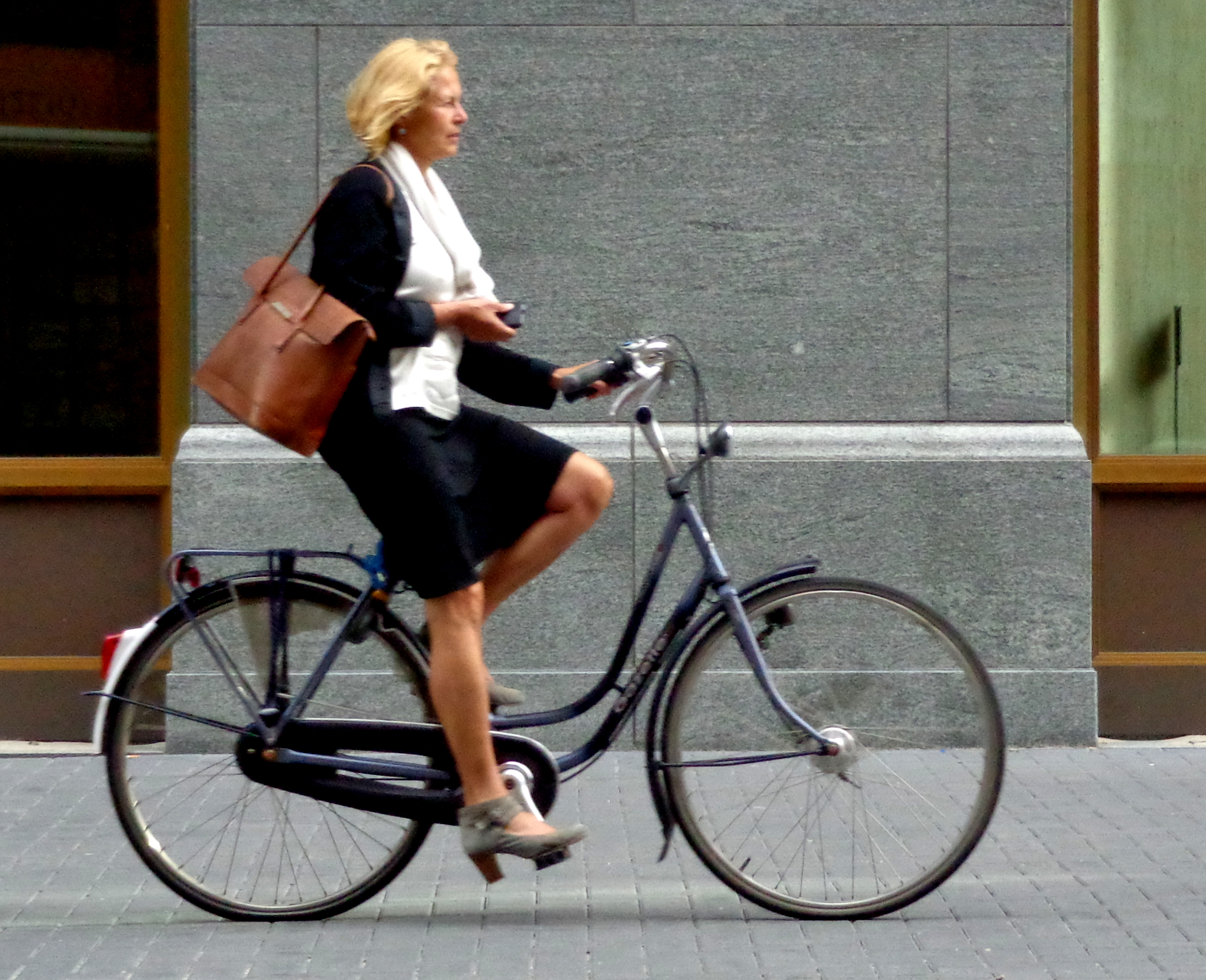
Їзда в сукні на велосипеді з повним захистом ланцюгового привода
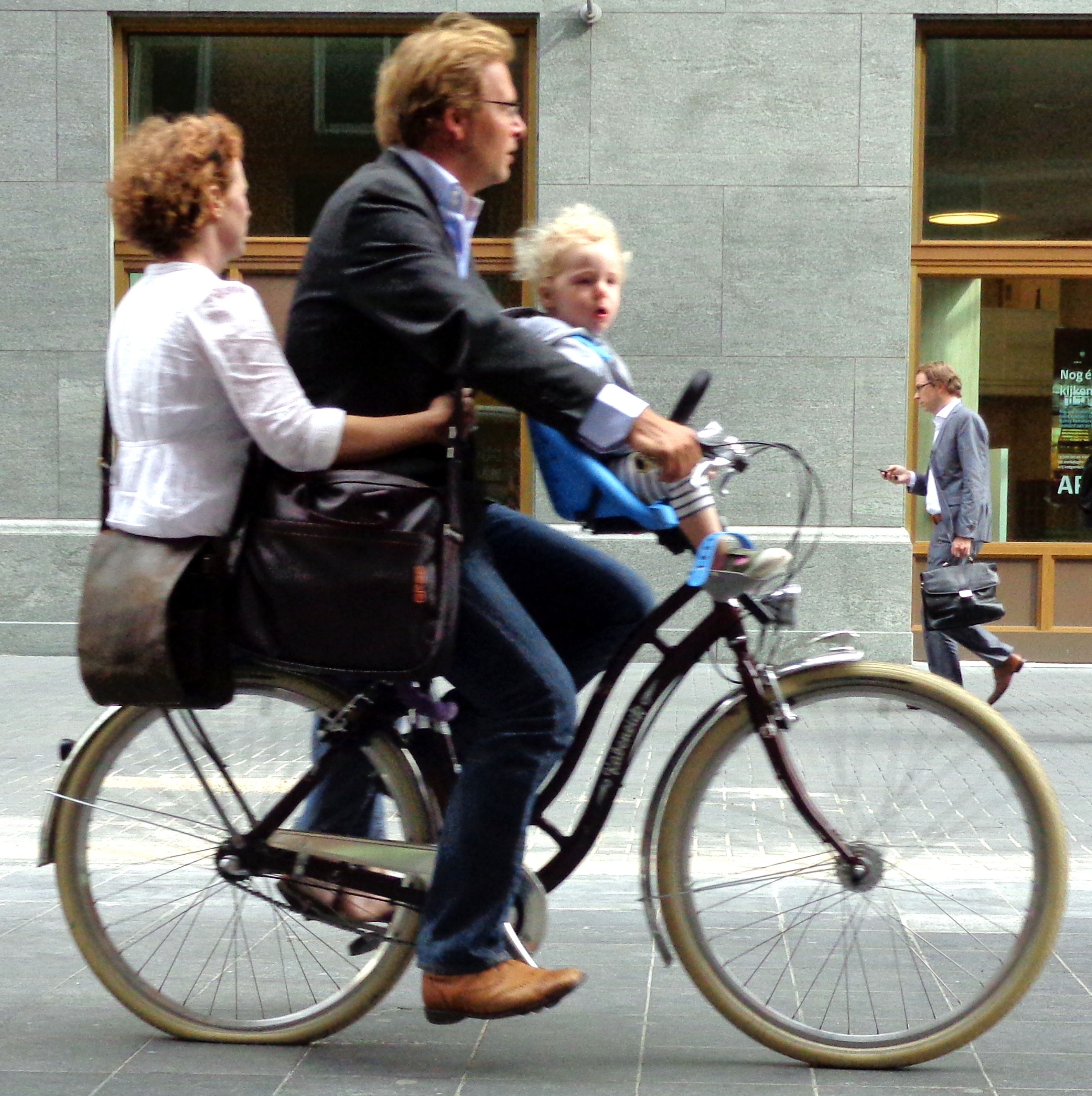
Транспортування пасажира на задньому багажнику і дитини поруч з кермом.